# Arapaçu-grande
Trepa-troncos-do-planalto ou arapaçu-grande (Dendrocolaptes platyrostris) é uma ave da família dos furnarídeos nativa do Paraguai, Norte da Argentina e Brasil. Tais aves medem cerca de 26 cm de comprimento, com a cabeça, peito e a barriga estriados, a garganta esbranquiçada e o bico negro. Também são chamadas de arapaçu-de-bico-reto, cotia-de-pau, subideira e tarasca.